# Седален

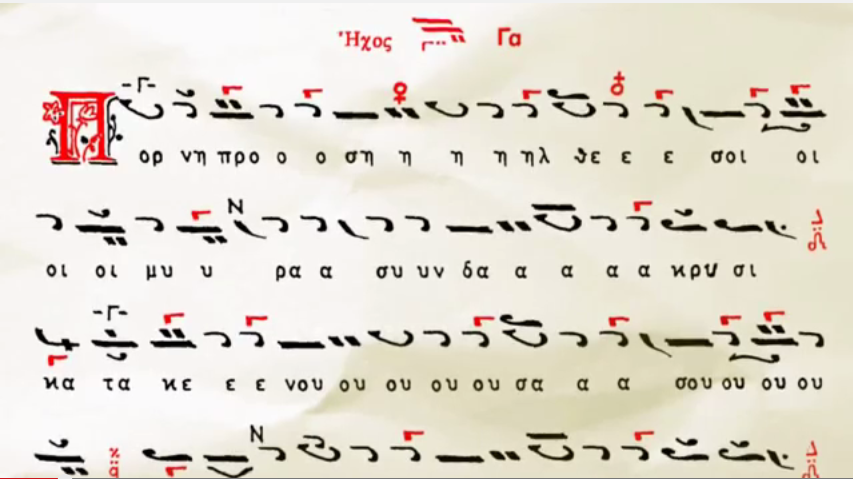
Седален на греческом, в греческой нотации 3 гласа. Подобен: Красоте девства, в Великую среду по 1 кафизме: «Πόρνη προσῆλθέ σοι, μύρα σὺν δάκρυσι, κατακενοῦσά σου ποσὶ Φιλάνθρωπε,….» («Блудни́ца приступи́ к Тебе́, ми́ро со слеза́ми излива́ющи на но́зе Твои́ Человеколю́бче,….»)

Седа́лен (др.-греч. Κάθισμα) — песнопение в богослужении Православной церкви.
Название образовано от глагола др.-греч. κᾰθίζω — сажать, усаживать, садиться, сидеть. В древности во время пения седальнов допускалось сидеть во время богослужения, от этого и происходит название. Песнопение с противоположным седальну значением — акафист (др.-греч.  Ἀ-κάθιστος — неседален). Седальны входят в чинопоследования повечерия и утрени, отпеваний, панихиды, молебнов и соборования. Тексты седальнов помещены в книгах: Октоих, Постная и Цветная Триодь, Месячные минеи, Минея праздничная, Минея общая, Требник, Канонник, Молитвослов. Седальны поются чаще всего на утрени: после каждой кафизмы, после полиелея, после третьей песни канона на утрени; после шестой песни канона на малом повечерии; после третьей песни канона на отпевании, панихиде, молебне и соборовании. Каждый седален должен петься либо на один из восьми гласов Октоиха, либо на один из подобнов. Многие тексты седальнов одновременно являются известными тропарями — Кресту («Спаси, Господи, люди Твоя»), мученикам («Чудеса святых Твоих мученик…») и др. В февральской и майской службах Обретения главы Иоанна Предтечи (24 февраля и 25 мая) седален и тропарь используются взаимообразно: февральский седален является майским тропарём и наоборот — майский седален выполняет функцию тропаря в феврале. На практике, как правило, любые седальны читаются. Пример богородичного седальна: О Тебе радуется.